# Пророцтво (фільм, 1979)
Пророцтво (англ. Prophecy) — американський фільм жахів 1979 року.

## Сюжет
Доктор Роберт Верн з дружиною приїжджає в північноамериканську глушину, де крім розбіжностей між деревообробною компанією і індіанськими племенами з приводу використання землі є ще одна проблема — здоровенний монстр-мутант, що з'явився на світ внаслідок забруднення тутешніх вод токсичними відходами.

## У ролях
| Актор            | Роль                 |
| ---------------- | -------------------- |
| Талія Шир        | Меггі                |
| Роберт Фоксворт  | Роб                  |
| Арманд Ассанте   | Джон Гоукс           |
| Річард Дайсарт   | Айселі               |
| Вікторія Расімо  | Рамона               |
| Джордж Клутесі   | М'Раї                |
| Том Макфадден    | пілот                |
| Еванс Еванс      | віолончеліст         |
| Берк Бірнс       | батько               |
| Міа Бендіксен    | дівчинка             |
| Джонні Тимко     | хлопчик              |
| Еверетт Крех     | Келсо                |
| Чарльз Х. Грей   | шериф                |
| Лівінгстон Холмс | чорна жінка          |
| Грем Джарвіс     | Шасетт               |
| Джим Берк        | рятувальник          |
| Боб Терхун       | рятувальник          |
| Лон Кацман       | рятувальник          |
| Стів Shemayne    | індіанець            |
| Джон Шимайме     | індіанець            |
| Джей Дуркус      | заступник шерифа     |
| Ренато Мур       | хлопець в приміщенні |
| Мел Вотерс       | чоловік в приміщенні |
| Рузвельт Сміт    | чоловік в приміщенні |
| Ерік Манскер     | чоловік в приміщенні |
| Шері Берген      | соціальний працівник |
| Кліфф Гатчінсон  | помічник керівник    |
| Том Мей          | лісоруб              |
| Кевін Пітер Голл | ведмідь-мутант       |